# Rodgersia aesculifolia
Rodgersia aesculifolia là một loài thực vật có hoa trong họ Saxifragaceae. Loài này được Batalin miêu tả khoa học đầu tiên năm 1893.